# ورم خبيث ثانوي
الورم الخبيث الثانوي هو ورم خبيث سببه هو العلاج (عادةً الإشعاع أو العلاج الكيميائي) الذي تم استخدامه لورم سابق. ويجب تمييزه عن ورم خبيث من ورم سابق أو انتكاسة منه، حيث أن الورم الخبيث الثانوي هو ورم مختلف.